# Rod Gilbert
Rodrigue Gabriel Gilbert, detto Rod (Montréal, 1º luglio 1941 – New York, 22 agosto 2021), è stato un hockeista su ghiaccio canadese.

## Biografia
Nel corso della sua carriera ha giocato con Guelph Biltmore Mad Hatters (1957-1960), Trois-Rivières Lions (1959/60), Guelph Royals (1960/61), New York Rangers (1960-1962, 1962-1978) e Kitchener-Waterloo Beavers (1961/62).
Nella sua attività ha ottenuto il Bill Masterton Trophy (1976), il Lester Patrick Trophy (1991) ed è stato insignito anche dell'Ellis Island Medal of Honor nel 2010.
Nel 1982 è stato inserito nella Hockey Hall of Fame.